# Motoros fűkasza
A fűkasza egy motoros kisgép, melyet kerti, de akár mezőgazdasági célokra is alkalmaznak. Leggyakrabban gyomirtásra, fűnyírásra, kisebb fák kivágására használják, melyek nehezen elérhetőek fűnyíróval. A fűkasza sokoldalú eszköz, a forgófejre számos tartozék rögzíthető, például damilos fűnyíró vagy körfűrész, így sok feladatot képes ellátni.
Felépítés szempontjából az alábbi részekből áll:
- Egy erőforrás, mely a kezelőhöz közel helyezkedik el.
- A teljesítményt átadó tengely, mely egy csőben foglal helyet.
- A forgófej, mely a motorral ellentétes oldalon található.

## Erőforrások
A három elterjedt erőforrás:

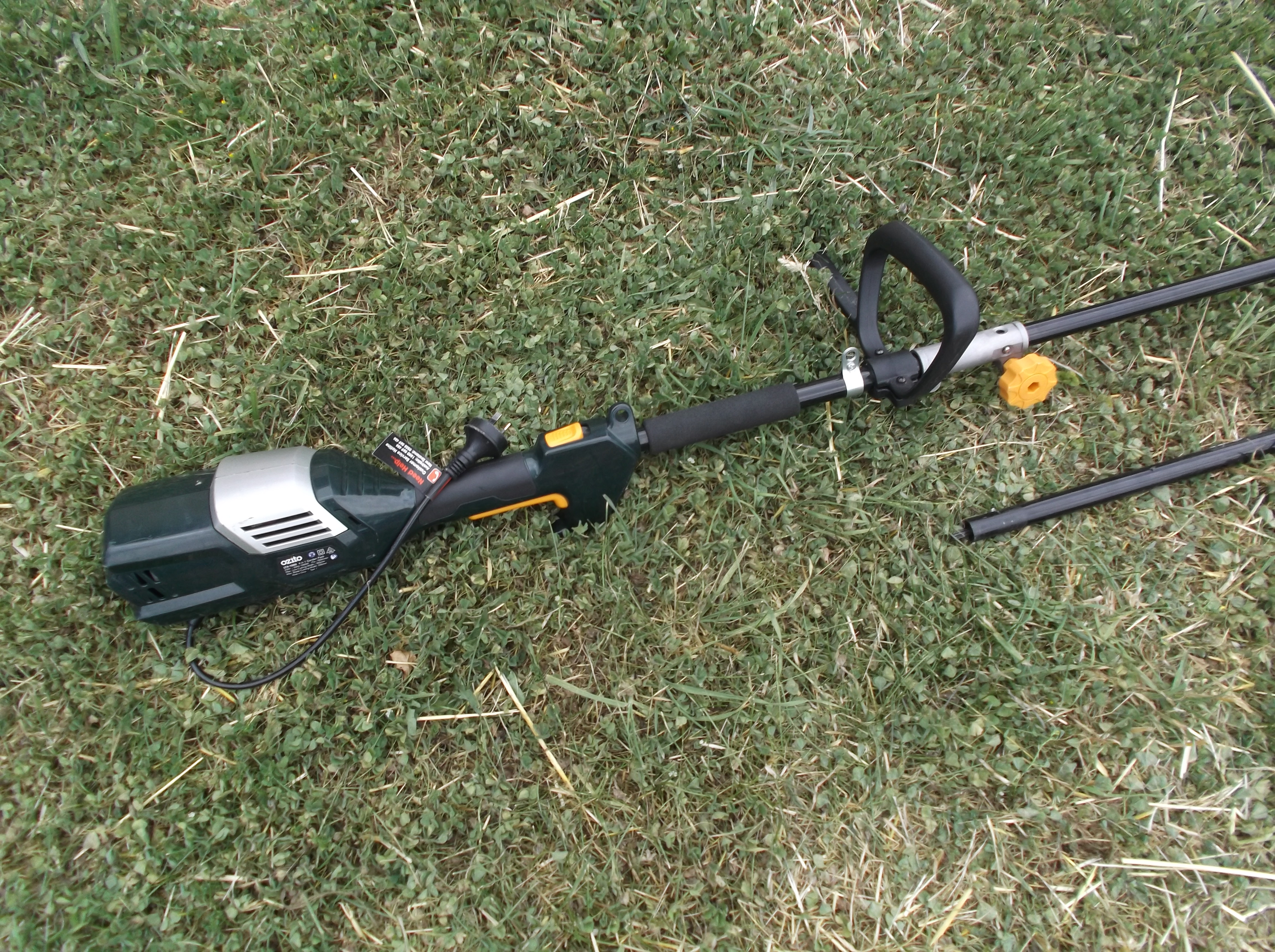
Hálózatról működtethető, elektromos fűkasza

- Benzinmotor, mely lehet két-, illetve négyütemű.
- Elektromotor, hálózati teljesítményről működtetve.
- Vezeték nélküli, akkumulátorról működtetett elektromotor.

## Teljesítményátadó tengely
Három fő tengelytípus terjedt el:
- Ívelt tengely, mely a legtöbb fogyasztói használatra szánt szegélyvágóban megtalálható. Az ívelt részben egy hajlékony bowden hivatott a forgás átvitelére.
- Egyenes tengely, a fejnél fogaskerekes hajtással viszi át a forgómozgást. A nagyobb teljesítményű gépeken használják.
- Osztott tengely, mely lehetővé teszi az eszközök gyors cseréjét a gépen.

A gépek markolatai függnek az alkalmazási területtől is. A nagyobb méretű és teljesítményű fűkaszák "szarvkormánnyal" rendelkeznek (két markolat merőlegesen a tengelyre), míg a kisebb szegélyvágók D alakú markolatot használnak, ez és a gázkar a tengellyel párhuzamos. A nagyobb gépeket hevederek segítségével a kezelő törzséhez lehet rögzíteni, ezzel megkönnyítve a használatot.

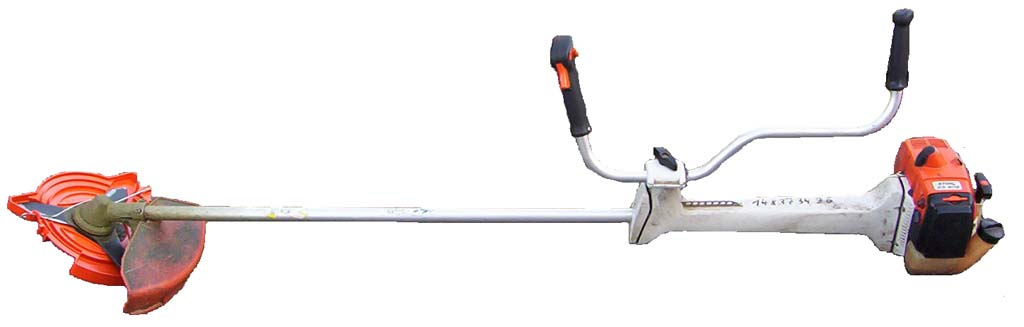
Szállításra kész, szarvkormányos kasza. Használatkor a markolatot elfordítják, és a tárcsavédő is lekerül.

## Vágófejek
A fűkaszákra számos tartozék elérhető, például körfűrész, bozót- és fűvágó tárcsa. A legtöbb alkatrész valamennyi gyártmányra felszerelhető. A leggyakrabban használt eszköz a damilos fűnyíró fej. Mivel a műanyag damil folyamatosan kopásnak van kitéve, a fejben több méter áll rendelkezésre felcsévélve. Amikor a damil hossza jelentősen csökken, a kezelőnek kell kijjebb húznia a fejből. Létezik "koppintós" adagoló is. Ennek a csúszófeje benyomható, így amikor hosszabb damilra van szükség, a kezelő a földhöz koppintja a vágófejet, így egy mechanizmus kioldja a csévét, a centrifugális erő pedig kiránt egy kevés damilt.
Léteznek műanyag és fémfejek is, ezeket akkor használják, amikor még nincs szükség fémtárcsára. Egy, az Egyesült Királyságban bekövetkezett baleset miatt, mely során egy utángyártott láncos vágófejről leszakadó láncszem halálos sérülést okozott egy közelben állónak, a láncos fejeket EU-szerte betiltották.
A forgófejre védőburkolatot szerelnek, mely megakadályozza, hogy a felvert kavicsok a kezelőnek csapódjanak. A burkolatokon található még egy fémkés is, mely az esetlegesen túladagolt damilt vágja megfelelő hosszúságúra.

## Fordítás
Ez a szócikk részben vagy egészben  a   Brushcutter (garden tool) című angol Wikipédia-szócikk ezen változatának fordításán alapul.  Az eredeti cikk szerkesztőit annak laptörténete sorolja fel. Ez a jelzés csupán a megfogalmazás eredetét és a szerzői jogokat jelzi, nem szolgál a cikkben szereplő információk forrásmegjelöléseként.